# Tylocephalum haldari
Tylocephalum haldari is een lintworm (Platyhelminthes; Cestoda). De worm is tweeslachtig. De soort leeft als parasiet in andere dieren.
Het geslacht Tylocephalum, waarin de lintworm wordt geplaatst, wordt tot de familie Tetragonocephalidae gerekend. De wetenschappelijke naam van de soort werd voor het eerst geldig gepubliceerd in 2007 door Pramanik & Manna.